# Disney BLAM
Disney BLAMはディズニーの短編映画をそのままリマスターしたもので、ディズニー・チャンネル、ディズニーXDで放送されている『ディズニー・コメディ・タイム』の枠内で放送されているアニメ番組。

## 声の出演
- マーク・大喜多

## エピソード一覧
- 「グーフィーのスキー教室」をベースにした話。　出演：グーフィー
- 「ドナルドのアイス・ホッケー」をベースにした話。　出演：ドナルド、ヒューイ・デューイ・ルーイ
- 「グーフィーの野球教室」をベースにした話。　出演：グーフィー